# Francisco Gómez de Sandoval y Rojas

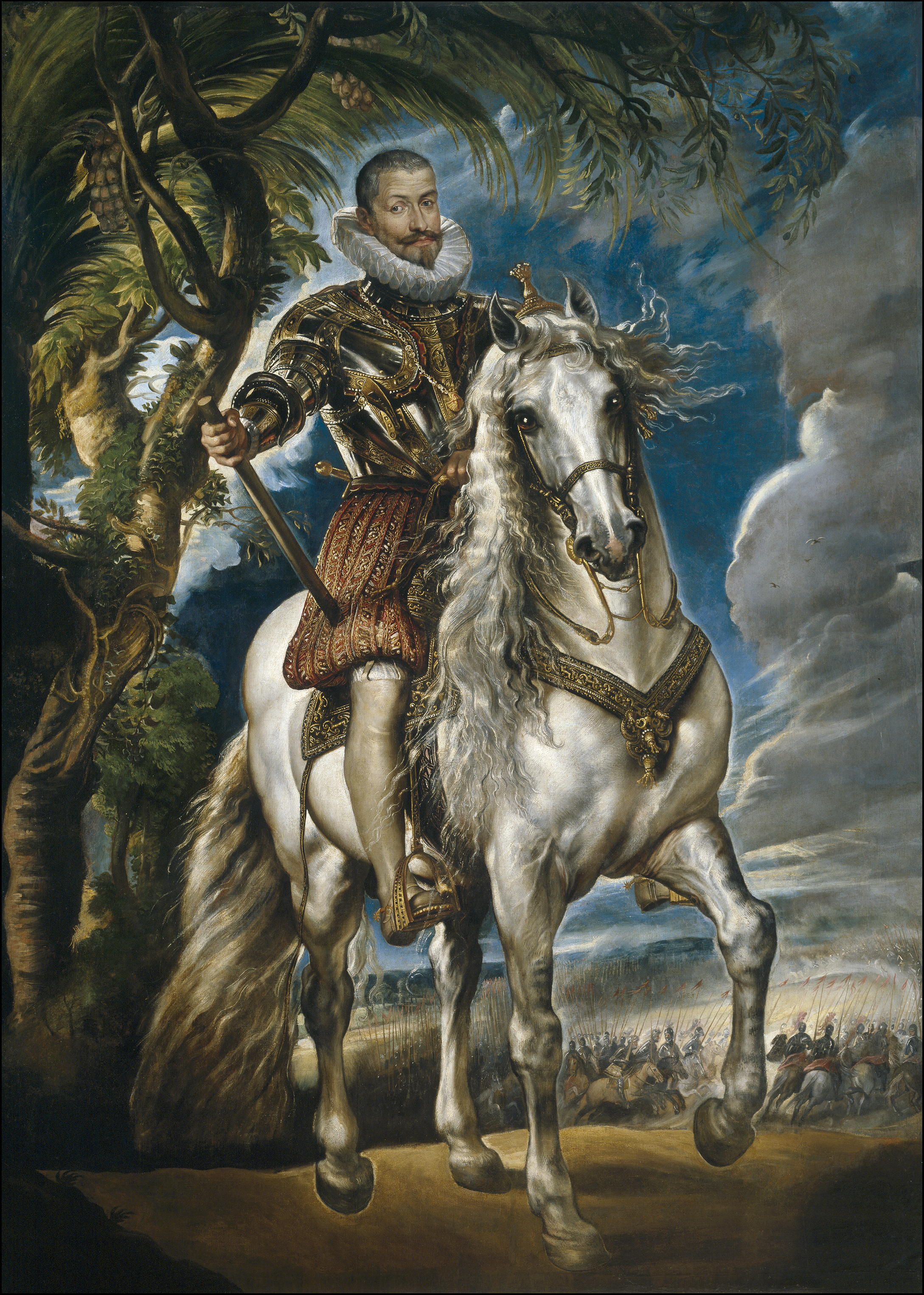
Francisco Gómez de Sandoval y Rojas, książę Lerma, na obrazie Rubensa, 1603

Francisco Gómez de Sandoval-Rojas y Borja, V markiz Denia, I markiz Cea i I książę Lerma (ur. 1553 w Tordesillas, zm. 17 maja 1625 w Valladolid) – faworyt króla Hiszpanii Filipa III i pierwszy valido (ważny), wicekról Portugalii w latach 1598–1600, kardynał. Po wypadnięciu z łaski królewskiej w 1618 roku zastąpiony został przez swego syna Cristóbala Gómeza de Sandoval-Rojas y de la Cerda, I księcia Uceda.
Jednym z jego dziadków był św. Franciszek Borgia. Po kądzieli wywodził swe pochodzenie od księcia Gandii, Juana Borgii (Juan de Borja lub Giovanni Borgia), syna papieża Aleksandra VI Borgii i Maríi Enríquez, siostrzenicy Ferdynanda Katolickiego. Jego rodzicami był don Francisco de Sandoval, markiz Denia i doña Isabel de Borja, córka księcia Gandii.

## Życiorys

### Dzieciństwo i młodość

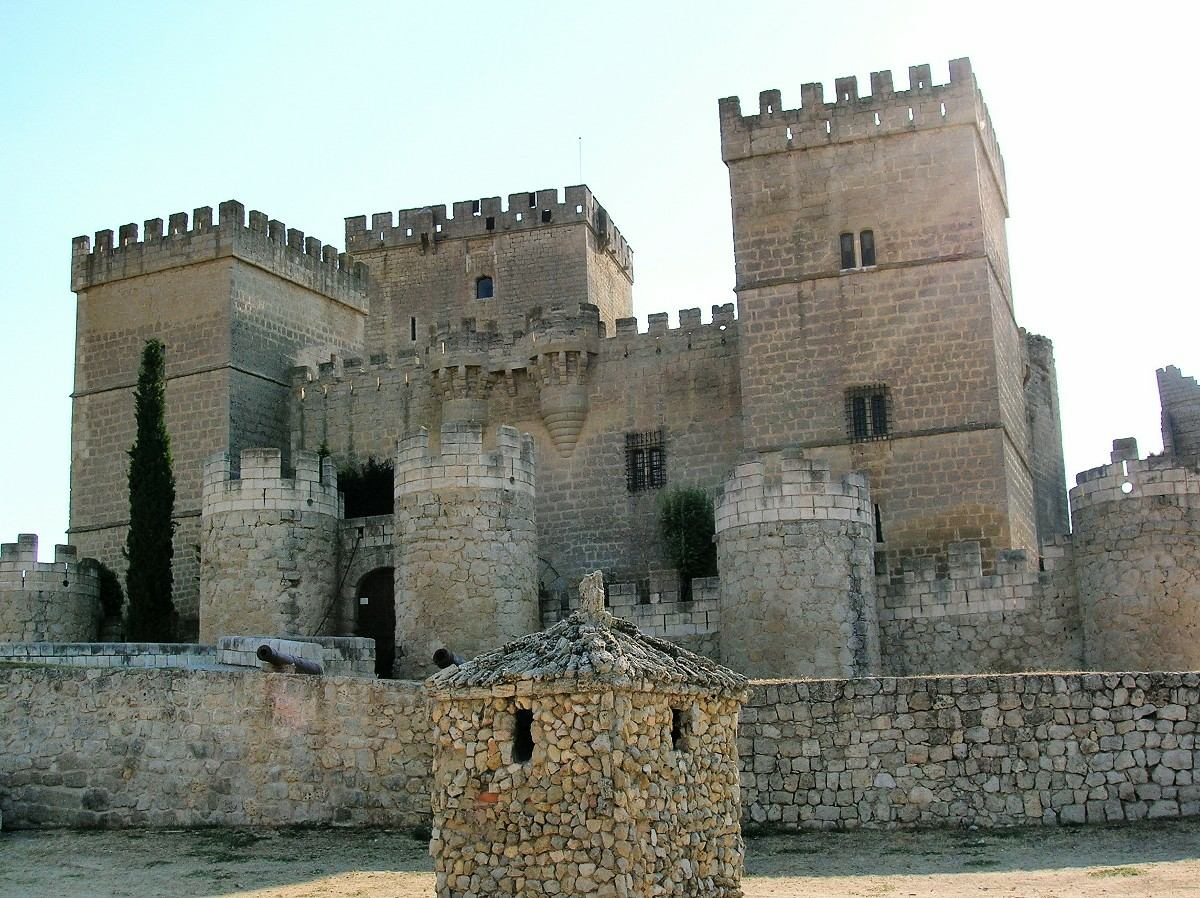
Zamek w Ampudia. W 1597 r. przeszedł na własność don Francisco Gómeza de Sandoval, który w późniejszym okresie często go odwiedzał i kazał umieścić swój herb nad bramą wjazdową.

Francisco de Sandoval urodził się w Tordesillas i należał do rodziny hiszpańskiej arystokracji. Jego rodzicami byli markiz Denia, Francisco Gómez de Sandoval y Zúñiga i Isabel de Borja y Castro, córka księcia Gandii.
Czasy panowania Filipa II to okres kiedy wszechwładni grandowie hiszpańscy stracili na znaczeniu mogąc liczyć jedynie, dzięki poparciu na dworze, na lukratywną posadę wicekróla, która i tak nie dawała im oczekiwanej władzy (nieufny Filip II starał się ją ograniczać wszelkimi dostępnymi środkami).
Młody Francisco Gómez, syn szlachecki, dzięki poparciu wuja otrzymał posadę na dworze jako posłaniec. Szybko zdobył sobie zaufanie i przyjaźń młodego następcy tronu Filipa, by wkrótce stać się oficjalnym preceptorem infanta. Jego kariera na dworze rozwijała się bardzo szybko. Od gentilhombre de cámara awansował w 1592 roku na gentilhombre de la casa del príncipe. Już wtedy dostrzeżono jego wielki wpływ na infanta, co niektórzy przewidujący doradcy Filipa II właściwie zinterpretowali i doradzili królowi odesłać Sandovala na jakiś czas z dworu – Filip II uczynił go wicekrólem Walencji (virrey de Valencia). Funkcję tę pełnił don Francisco przez dwa lata, by wkrótce po powrocie na dwór zyskać jeszcze na poparciu infanta i otrzymać urząd caballerizo mayor.

### Valido
Po śmierci Filipa II, jego młody syn, który wstąpił na tron jako Filip III, powierzył ster rządów Gómezowi. Uczynił go ministrem, wicekrólem Portugalii (1598) oraz księciem Lerma (1599) i tym samym Grandem Hiszpanii (Grande de España), sam zaś oddawał się praktykom religijnym oraz polowaniom. Lerma stał się zaufanym, królewskim privado oraz „monarszym cieniem”. Filip III obdarzał go oraz jego rodzinę, a także faworytów faworyta wieloma beneficjami, wspomógł Lermę w jego wysiłkach u papieża by uczynić wuja, Bernardo de Sandoval y Rojas kardynałem, a także zezwolił mu na sygnowanie oficjalnych dokumentów państwowych i używanie pieczęci państwowej. Don Francisco miał tym samym pełną kontrolę nad królestwem i samodzielnie podejmował najważniejsze decyzje polityczne pomiędzy 1599 a 1618 roku.
By wyrwać Filipa III spod wpływów przebywających w Madrycie osobistości (zwłaszcza cesarzowej wdowy Marii Hiszpańskiej, kobiety niezwykle rozważnej i wpływowej, która była mniszką w klasztorze Descalzas Reales) nakłonił go do przeniesienia siedziby dworu do Valladolid (1601). Lerma zajął się tym przedsięwzięciem z właściwym sobie zapałem na sześć miesięcy przed planowanym przeniesieniem, co i tak nie pozwoliło uniknąć powszechnego bałaganu spowodowanego przenosinami siedziby scentralizowanego aparatu państwowego największego ówczesnego imperium. Zapał ten nie był bezinteresowny, motywowany był przede wszystkim chęcią zysku. Don Francisco bowiem spekulował ziemią i nieruchomościami (zakupił ich w Valladolid wiele zanim wiadomość o przenosinach dworu się rozeszła, by później sprzedawać za podwójną cenę).

Zwiastowanie, Fra Angelico, 1430–1432, Muzeum Prado

Jako valido Lerma był najważniejszą osobą w imperium i to do niego zwracali się poddani, ambasadorowie czy władcy państw satelickich Hiszpanii. Wspaniałe dary przysyłali mu Medyceusze florenccy, jak chociażby naturalnej wielkości marmurowy posąg Samsona walczącego z Filistynami autorstwa Giambolognii (posąg ten ozdobił ogród pałacu Lermy w Madrycie, zaś kilka lat później w 1623 został podarowany przez króla Filipa IV przebywającemu z wizytą w Madrycie księciu Walii Karolowi). Lerma zebrał znaczną kolekcję obrazów, poszerzaną cennymi darami jak chociażby Zwiastowaniem Fra Angelico podarowanym przez księcia Mario Farnese, a który valido przekazał klasztorowi dominikanów w Valladolid (obecnie w Prado).

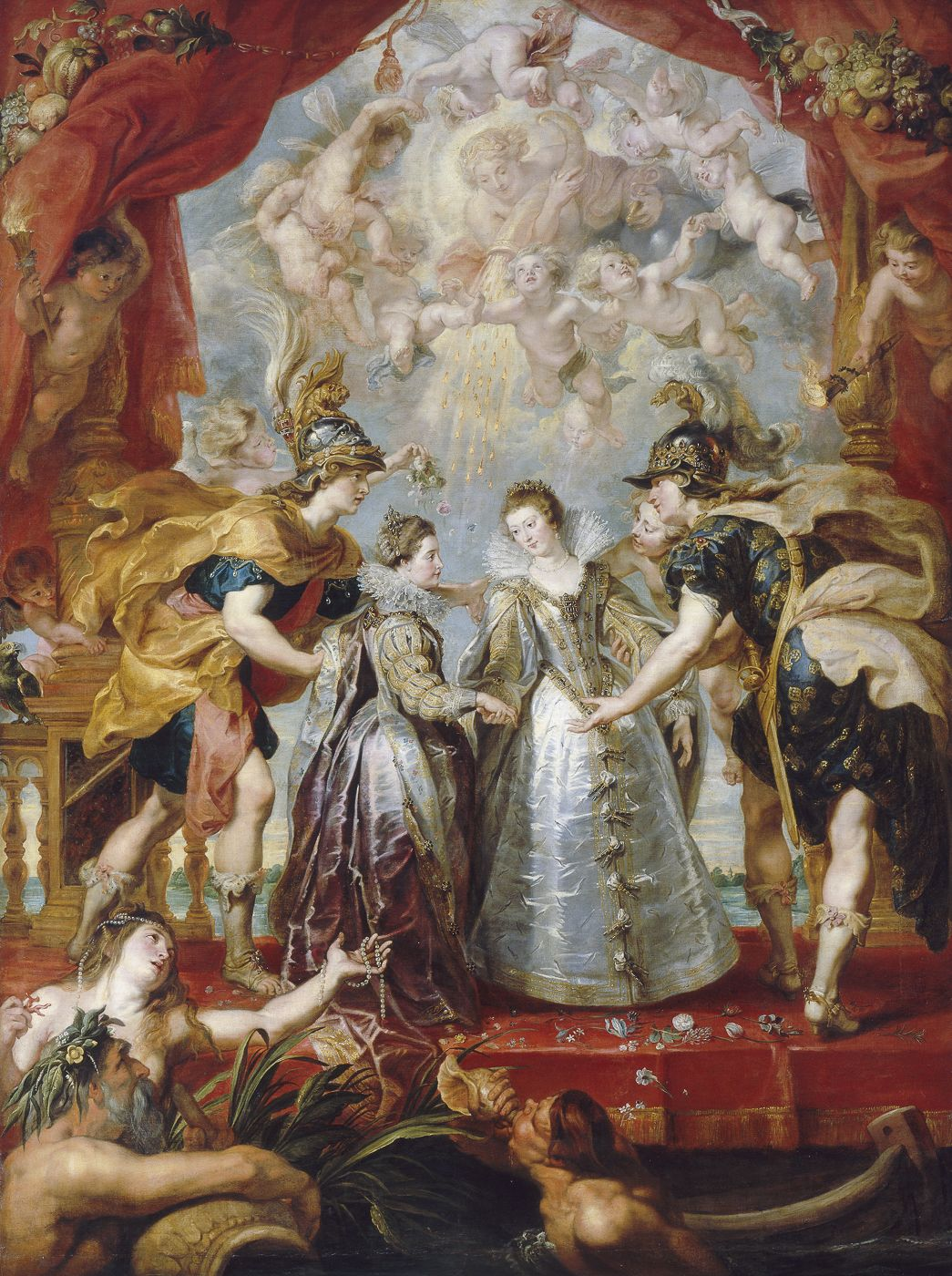
Podwójne zaślubiny francusko-hiszpańskie. Obraz namalowany przez Rubensa dla Marii Medycejskiej

Założenia Lermowskiej polityki zagranicznej oparte były w znacznej mierze na feudalnych ideach o królewskim prymacie Imperium Hiszpańskiego. Starał się jednak zmienić agresywny kurs tej polityki z czasów Filipa II, dostrzegając również rosnącą rolę Francji, która zyskiwała na znaczeniu po zakończeniu okresu zamętu na tle religijnym i względnego spokoju w polityce wewnętrznej. Zaaranżował alians małżeński (1615) między delfinem Francji, przyszłym Ludwikiem XIII, a córką arcykatolickiego króla Hiszpanii Filipa III, Anną Maurycią. Infant Filip (przyszły Filip IV) poślubił natomiast Elżbietę Francuską (Isabel de Borbon). Efektem tej długoterminowej polityki Lermy były również podjęte już po jego śmierci pertraktacje w sprawie małżeństwa następcy tronu Anglii z infantką Marią Anną (1623) mającego scementować alians hiszpańsko-angielski.
To jego wysiłkom należy przypisać Pokój z Vervins (2 maja 1598) między Francją a Hiszpanią. Z drugiej strony Lerma popierał konflikt z Anglią do roku 1604, kiedy to Hiszpania wykończona wojną została zmuszona do zawarcia pokoju. Nie uznawał niepodległości Zjednoczonych Prowincji i używał swych wpływów by temu przeciwdziałać. Coraz bardziej dostrzegalny był upadek hiszpańskiej floty, zredukowano armię (słynne tercios), zaś finanse imperium były w fatalnym stanie. Merkantylistyczna gospodarka Hiszpanii oparta w dużym stopniu na dostawach złota i srebra z Nowego Świata przeżywała załamanie za każdym razem gdy dostawy kruszcu opóźniały się lub w ogóle nie przybijały do portu w Kadyksie. Napływ złota i srebra powodował straszliwą inflację i niesamowity wzrost cen, zwłaszcza w Sevilli. Szerzyła się również korupcja. Olbrzymie imperium było więc „kolosem na glinianych nogach”, jak to obrazowo określają niektórzy autorzy.

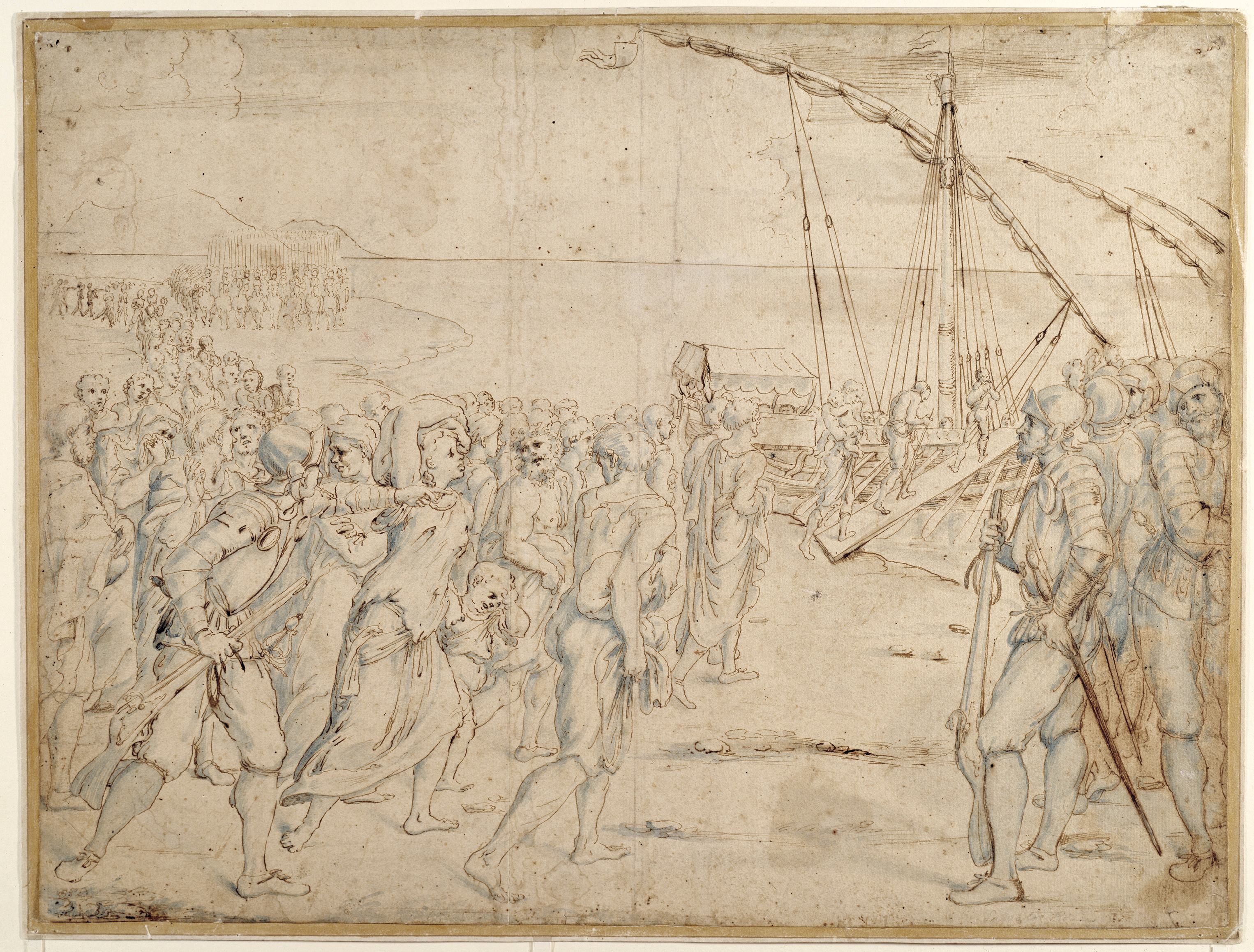
Wygnanie Morysków, Vicente Carducho, Muzeum Prado

Aby odwrócić uwagę od kłopotów finansowych imperium i ogłoszonego w 1607 roku nie płacenia przez króla odsetek od kredytów (de facto bankructwa) Lerma doprowadził do wypędzenia Morysków, ochrzczonych Maurów, których obwiniano o wszystkie kłopoty monarchii arcykatolickiej. W latach 1609–1614, według niektórych danych około 300 tys. ludzi zostało wypędzonych, głównie z południa Hiszpanii (Andaluzja, Walencja). Pogłębiło to tylko kryzys gospodarczy, gdyż Moryskowie byli znaczącymi wytwórcami produktów eksportowych, zwłaszcza jedwabiu. Wypędzani osiedlali się głównie w Maroku otwierając tam swoje warsztaty i zwiększając konkurencję dla wytwórców hiszpańskich. Moryskowie, którzy osiedlili się w Sale na północy Maroka zajęli się również korsarstwem.
Decyzja ta, mimo iż niosła za sobą dalsze osłabienie ekonomii najważniejszej części imperium – Kastylii, przyczyniła Lermie znacznej popularności wśród kleru (który w owym czasie stanowił znaczącą część społeczeństwa) i narodu. Na pogłębiające się znamiona kryzysu gospodarczego Lerma odpowiadał bezsensownymi edyktami przeciwko luksusowi i nakazującymi znakowanie srebra, co miało przeciwdziałać kontrabandzie i odpływowi kruszcu z Hiszpanii.
Pomimo bankructwa wojna ze Zjednoczonymi Prowincjami ciągnęła się do 1609 i zakończyła się podpisaniem Rozejmu dwunastoletniego (1609–1621). Narastały również tendencje separatystyczne w Portugalii złączonej z Hiszpanią unią personalną.

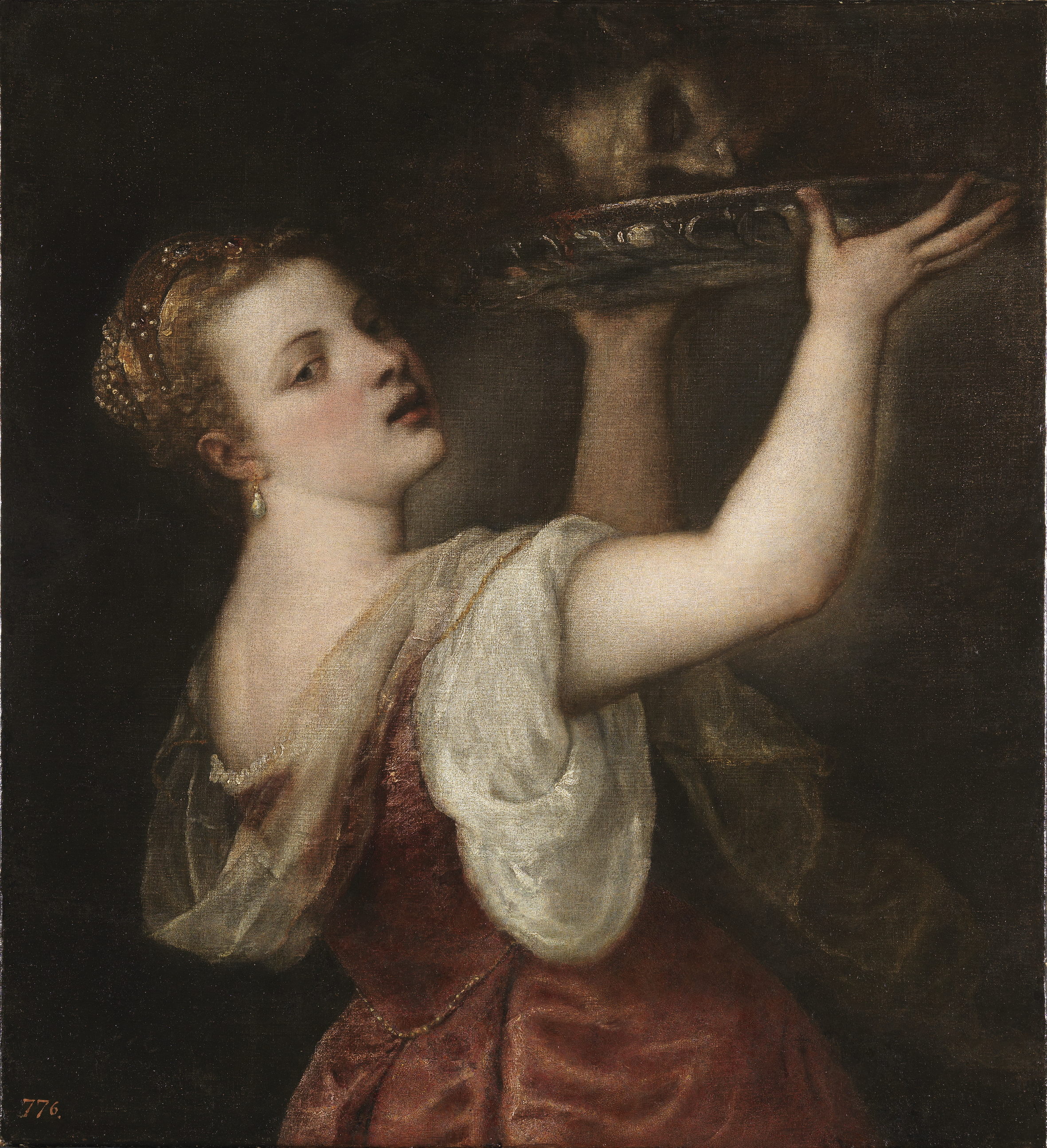
Salome, Tycjan. Obraz należał do kolekcji księcia Lermy

Najzaufańszym Lermy był Don Rodrigo Calderón, hrabia Oliva i markiz Siedmiu Kościołów (Siete Iglesias), o którym mówiono faworyt faworyta (el valido del valido). Chciwy, ambitny dorobkiewicz, który ściągnął na siebie nienawiść wielu osób jako agent Lermy. Po upadku Sandovala to na Calderónie skupiła się nienawiść wrogów valido. Lerma bowiem zabezpieczył się odpowiednio uzyskując kapelusz kardynalski, podczas gdy Siete Iglesias oskarżony o czary i inne zbrodnie był torturowany i stracony w 1621 roku. Innym protegowanym Lermy był Don Pedro Fernández de Castro, Andrade y Portugal, hrabia Lemos ożeniony z córką faworyta Cataliną de la Cerda y Sandoval, który dzięki jego poparciu był kolejno Przewodniczącym Rady Indii (Presidente del Consejo de Indias), a następnie wicekrólem Neapolu (Virrey de Nápoles).
Valido był odpowiedzialny za powołanie Don Pedro Franqueza do dokonania reformy finansów, a którego jedynym osiągnięciem było zdefraudowanie takiej ilości pieniędzy by mógł zakupić dla siebie tytuł hrabiego Villalonga. Został on jednakże postawiony przed sądemi i pozbawiony swych bogactw.

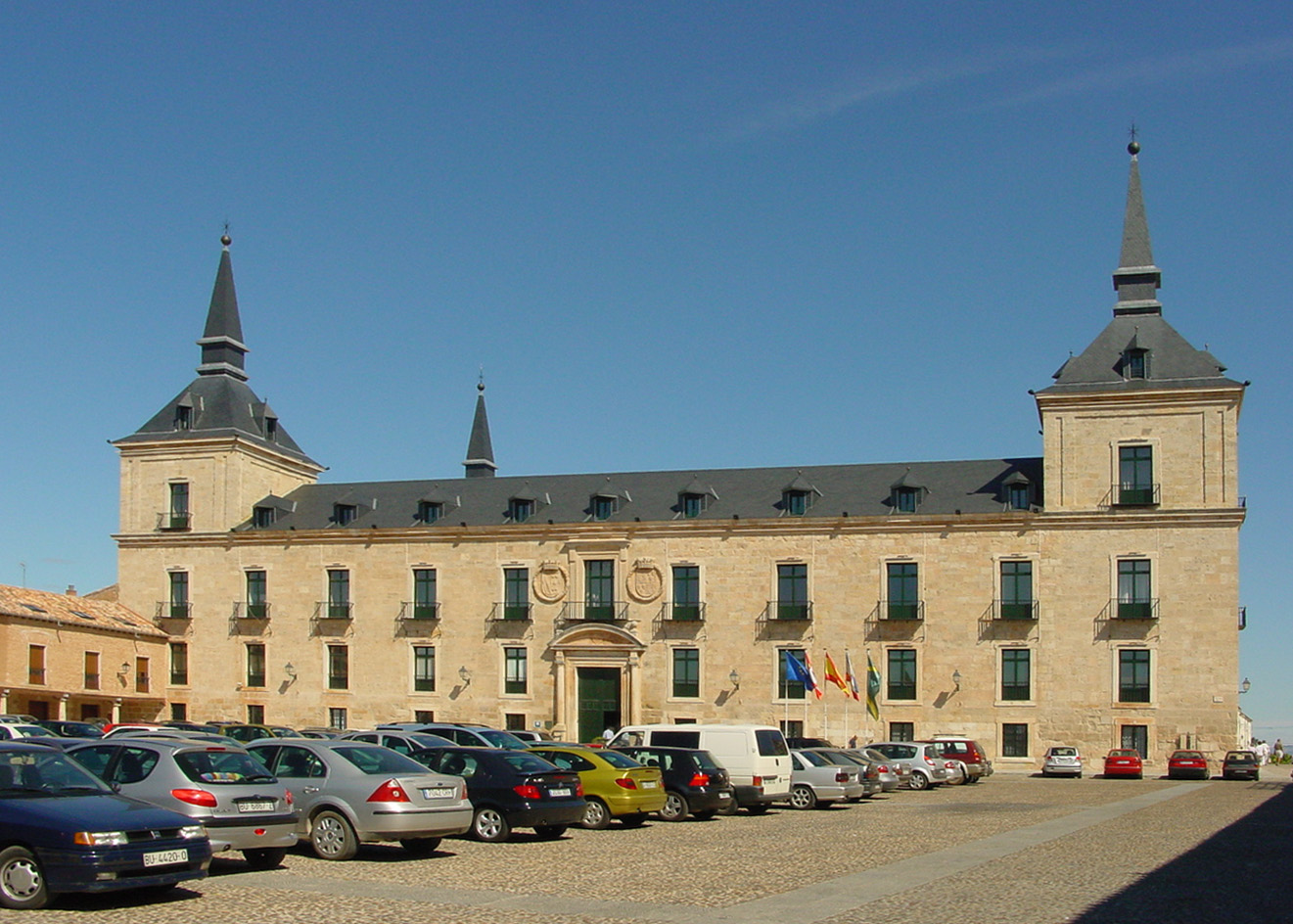
Pałac książęcy w Lerma

W czasie gdy państwo stało na granicy bankructwa zachęcał króla do ekstrawagancji, sam zaś zebrał ogromny majątek szacowany współcześnie na 45 milionów dukatów. Na skraju wzgórza, gdzie usytuowana jest miejscowość Lerma w Starej Kastylii, od której to valido wziął swój książęcy tytuł, kazał zbudować królewskiemu architektowi Franciscowi de Mora (autorowi Plaza Mayor w Madrycie) wspaniały pałac z czterema narożnymi wieżami i arkadowym dziedzińcem oraz połączyć go przejściem z kolegiatą św. Piotra, sytuowaną nieopodal. Lerma był niezwykle pobożny i rozrzutny w fundacjach kościelnych.

### Kardynał
Do zagorzałych przeciwników Lermy na dworze należała królowa Małgorzata Austriaczka wokół której skupiło się stronnictwo antylermowskie. Do upadku pierwszego valido przyczynił się jednak jego własny syn don Cristóbal de Sandoval, książę Uceda, w drodze dworskiej intrygi. Dzięki poparciu królewskiego spowiednika brata Aliagi oraz zyskującemu na znaczeniu faworytowi infanta Filipa, Olivaresowi, zdołał doprowadzić do utraty przez ojca łaski królewskiej. Lerma został w końcu zmuszony do opuszczenia dworu 4 października 1618 roku (otrzymał pozwolenie króla na wyjazd). Przeczuwając niebezpieczeństwo zdołał się jednak zabezpieczyć. Uzyskał mianowicie, dzięki wytrwałym zabiegom u papieża Pawła V, tytuł kardynalski (marzec 1618). Udał się do Lermy, a następnie do Valladolid, gdzie wedle relacji codziennie odprawiał mszę „z wielkim oddaniem i łzami”. Kiedy w Madrycie dowiedziano się o tym zaczął krążyć następujący wierszyk, który zyskał na popularności w całym kraju:

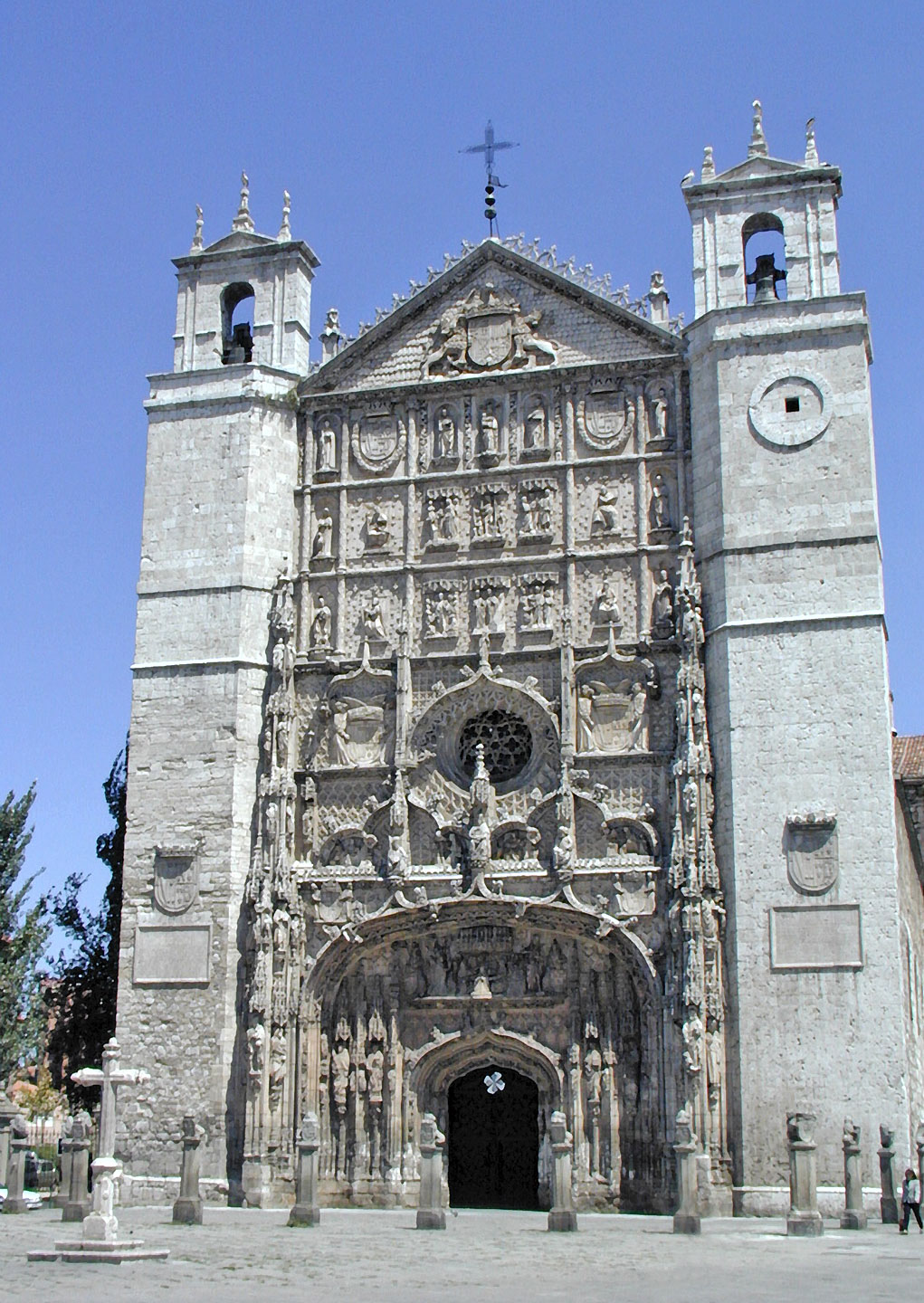
Kościół klasztorny św. Pawła (San Pablo) w Valladolid (XV w.). Wieże zbudował z inicjatywy Lermy architekt królewski Francisco de Mora

Para no morir ahorcado, el mayor ladrón de España, se viste de colorado.
By nie umrzeć powieszonym, największy złodziej w Hiszpanii, zrobił się purpuratem.
Gdy umierającemu Filipowi III przedstawiono listę skazańców i ludzi którzy popadli w niełaskę, ułaskawił on wszystkich z wyjątkiem księcia-kardynała Lermy. Kiedy don Francisco dowiedział się o tym, wyruszył natychmiast z Valladolid do Madrytu, lecz został zawrócony przez faworyta następcy tronu, hrabiego Olivares, który w ostrych słowach nakazał mu powrót do Valladolid. Kardynał zatrzymał się jednak Villacastin i przebywał tam do czasu, gdy dowiedział się o śmierci króla. Następnie powrócił do Valladolid, gdzie celebrował mszę żałobną na cześć monarchy w kościele św. Pawła (San Pablo). Olivares nakazał mu przenieść się do Tordesillas, lecz kardynał nie posłuchał i odwołał się do papieża. Uzyskał pomoc Ojca Świętego Grzegorza XV i Świętego Kolegium, którzy zgodnie poczytali jego wygnanie za akt wymierzony przeciwko wolności Kościoła oraz prestiżowi purpurata.
W czasie rządów Filipa IV, które rozpoczęły się w 1621 Lerma został pozbawiony części swych bogactw. Wyrokiem z 3 sierpnia 1624 roku nakazano mu zwrot ponad miliona dukatów. Don Francisco zmarł w 1625 roku.

## Życie prywatne

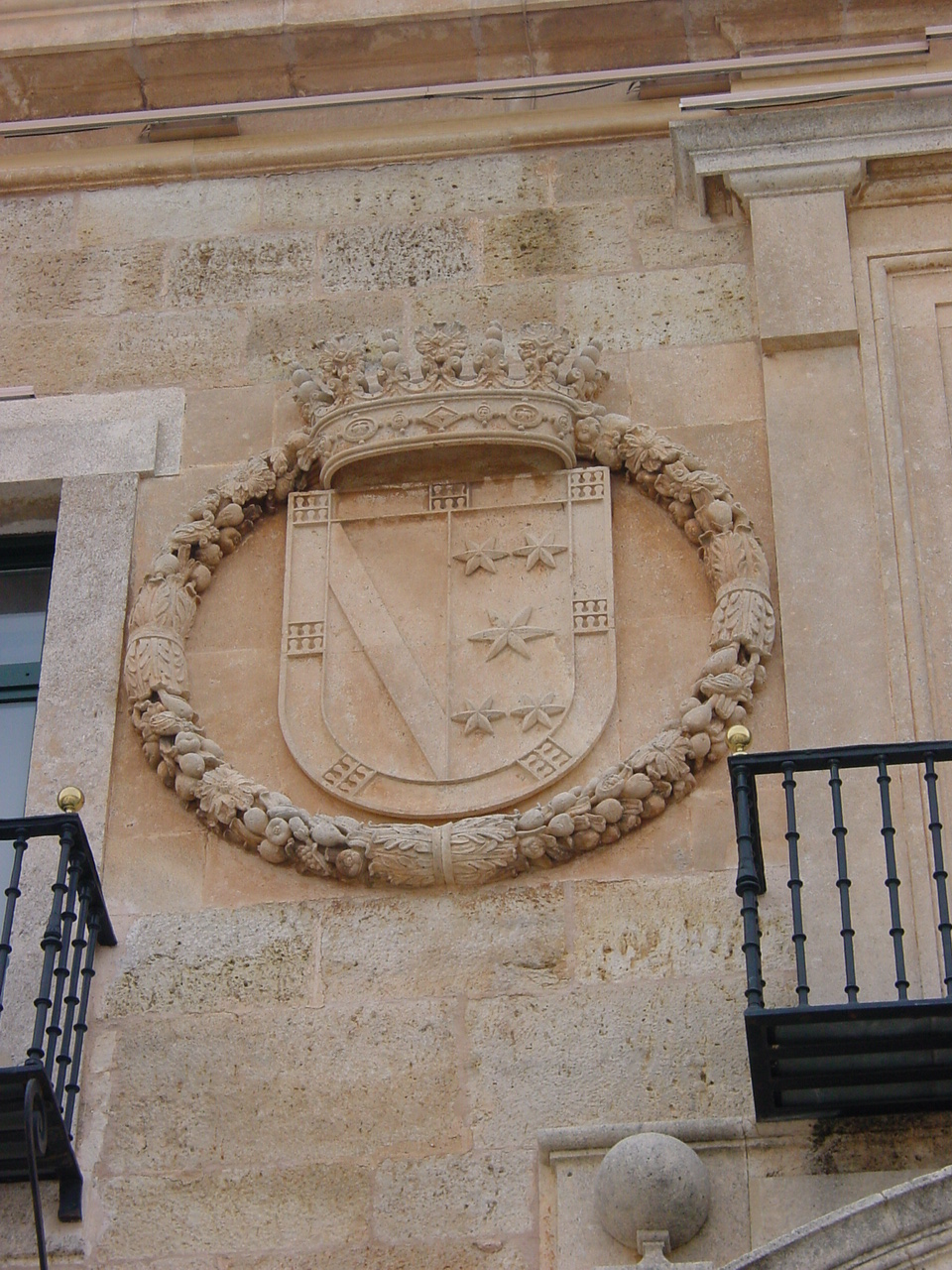
Herb książęcy na fasadzie pałacu w Lerma

Lerma poślubił 10 maja 1576 w Madrycie, Catalinę de la Cerda y Manuel de Portugal (zm. 2 lipca 1603), córkę Juana de la Cerda, IV. księcia Medinaceli i Juany de Noroña (Joana de Noronha), damy dworu cesarzowej Izabeli Portugalskiej. Catalina była ochmistrzynią dworu królowej Małgorzaty Austriackiej (Camarera Mayor de la Reina Dª Margarita de Austria). Mieli pięcioro dzieci:
- Cristóbal de Sandoval Rojas y de la Cerda (12 kwietnia 1577 – 31 maja 1624), I. książę Uceda, I. markiz Cea, I. książę Cea, gentilhombre de cámara de Felipe III,
  - poślubił w 1597 r. w Madrycie Maríę Manrique de Padilla, córkę Martína de Padilla y Manrique, I. hrabiego de Santa Gadea,

- Diego Gómez de Sandoval y Rojas (zm. 7 grudnia 1632), Comendador mayor, hrabia de Saldaña,
  - poślubił w 1603 r. w Valladolid Luisę de Mendoza, XII. hrabinę de Saldaña (ur. 1582 – 22 kwietnia 1619)
  - poślubił w 1621 r. w Madrycie Maríanę Fernández de Córdoba y Castilla, dwórkę królowej Małgorzaty Austriackiej

- Juana de Sandoval
  - poślubiła 16 listopada 1598 r. w Madryckim Alkazarze Juana Manuel Domingo Francisco de Paula Pérez de Guzmán el Bueno, VIII. księcia Medina Sidonia,

- Catalina de la Cerda Sandoval y Zúñiga (zm. 1642)
  - poślubiła w 1598 r. w Madrycie Pedra Fernándeza de Castro Andrade y Portugal, VII. hrabiego Lemos,

- Francisca de Sandoval (zm. 11 września 1663)
  - poślubiła Diego Lópeza de Zúñiga Avellaneda y Bazán, IV. markiza de la Bañeza i II. księcia de Peñaranda de Duero.

## Mecenat artystyczny

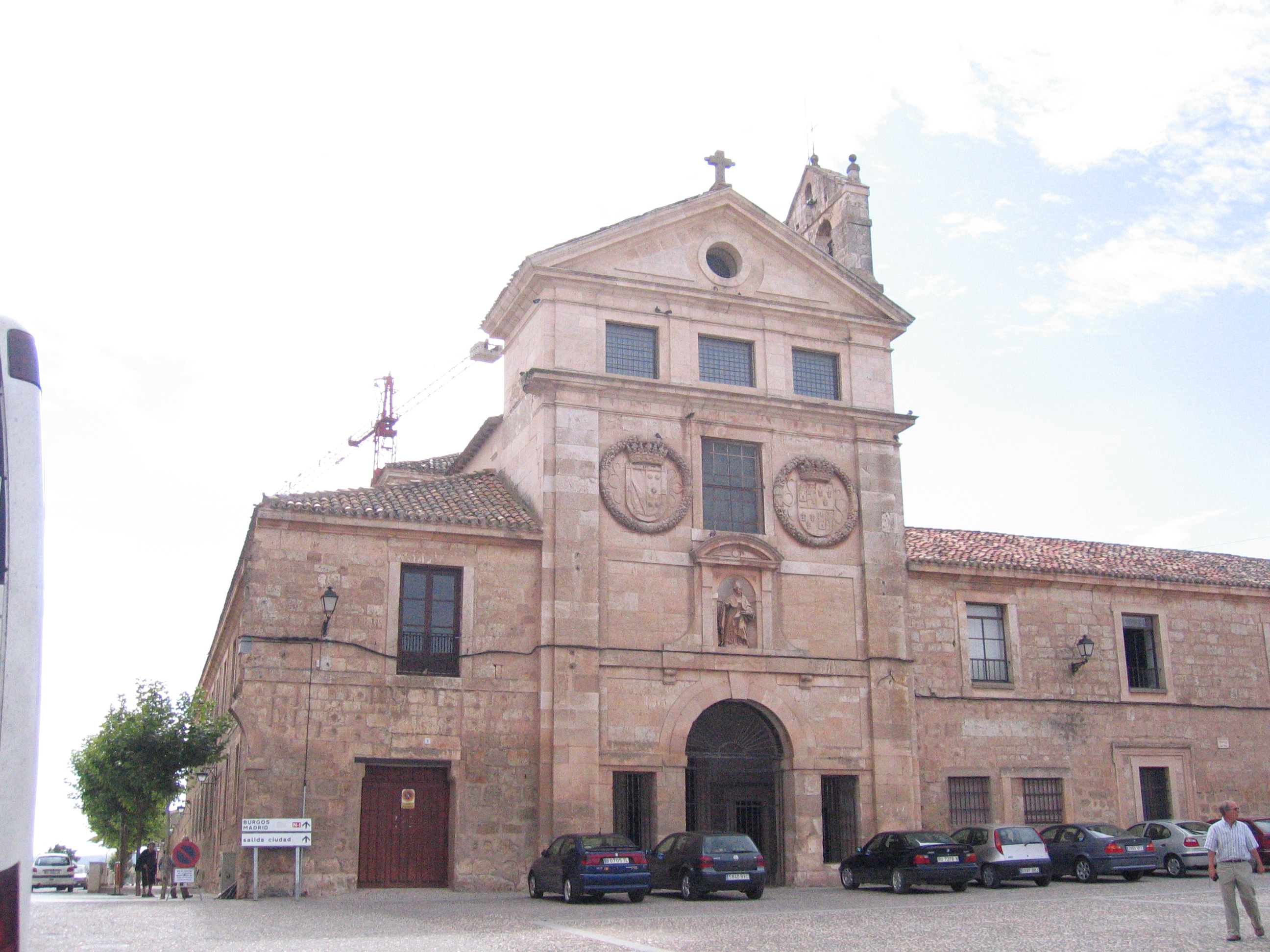
Klasztor św. Błażeja (Convento de San Blas) w Lerma, ufundowany przez księcia w 1613 r. dla mniszek dominikanek

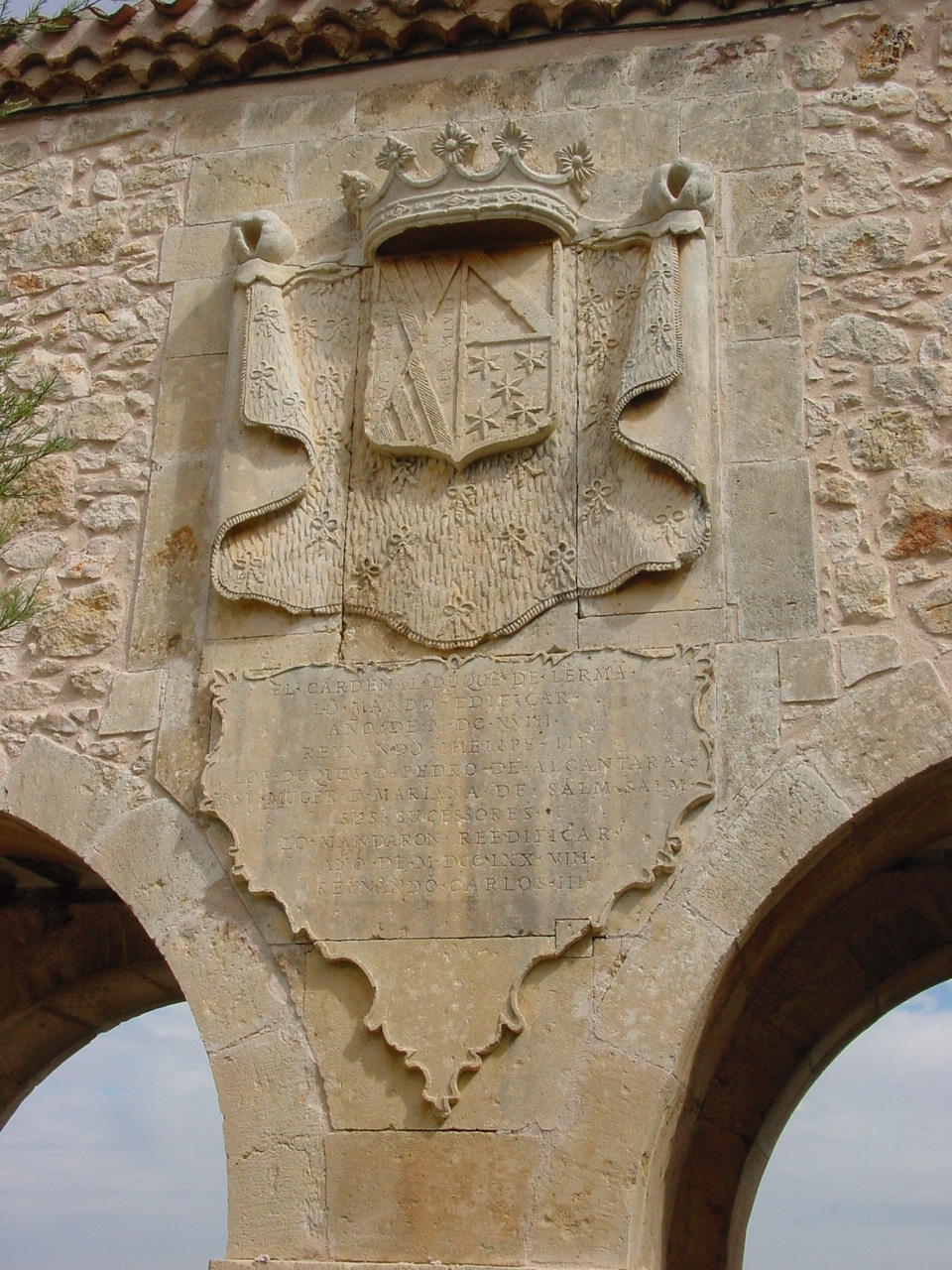
Herb książęcy między arkadami krytego korytarza prowadzącego z pałacu książęcego do kolegiaty św. Piotra w Lerma

Niesłychaną wręcz pychę oraz rzeczywistą pozycję Lermy dokumentują dwa wydarzenia. Otóż, gdy w 1600 roku Pompeo Leoni zakończył pracę w Eskurialu nad grobowcami Karola V i Filipa II (oranci) został zaangażowany przez księcia Lermy i w 1601 przybył do Valladolid. Książę nakazał mu wykonanie dla siebie podobnego grobowca z pozłacanymi rzeźbami z brązu przedstawiających go oraz małżonkę w pozycji klęczącej (Museo de Escultura). Gipsowy model i formę według projektu mistrza wykonali jego pomocnicy Millán Vimercado i Baltasar Mariano. Model został zabrany do Madrytu by uzyskać ostateczną decyzję księcia przed wykonaniem odlewu w brązie. Książę przystał na ofertę rzeźbiarza Juana de Arfe y Villafañe, żądającego za dokonanie odlewu i pozłoty 10 000 dukatów (odrzucił ofertę Leoniego, który żądał 12 000) i praca została ukończona według projektu Leoniego, z wyjątkiem głowy księżnej, która nie zyskała aprobaty Lermy.
Gdy zmarł Juan de Arfe, wkrótce po nim zmarła również księżna, nie zobaczywszy przed śmiercią swego wizerunku. Lerma zatrudnił więc zięcia i współpracownika Arfe, złotnika Lesmesa Fernándeza del Moral oraz zażądał by Leoni asystował w wykańczaniu grobowca. Rzeźb nie ukończono jednak przed 1607 roku. Następnie umieszczono je w marmurowo-jaspisowej niszy w kolegiacie św. Pawła (San Pablo) w Valladolid. Nisza wzorowana na tych z Eskurialu powstała już w 1602 roku.
Historia ta jest o tyle niezwykła, że panującemu monarsze Filipowi III nigdy nie wzniesiono takiego grobowca (właściwie nie wzniesiono żadnego nagrobka, z wyjątkiem sarkofagu w krypcie Escorialu).
Drugie ze wspomnianych wydarzeń miało miejsce w 1603 roku. Władca jednego z państewek satelickich Hiszpanii – Vincenzo Gonzaga, książę Mantui wysłał na dwór do Madrytu swego nadwornego malarza Petera Paula Rubensa z cennymi darami dla króla, królowej, faworyta i jego córki hrabiny Lemos. Znamiennym jest to, że najważniejszą pozostałością tej wizyty jest portret konny księcia Lermy, jedno z najważniejszych dzieł w dorobku artysty. Książę przedstawiony został na białym koniu jako dowodzący armią, podczas gdy portrety w półpostaci Filipa III i Małgorzaty Austriackiej malowali głównie uczniowie Rubensa.